# Coilia
Coilia là một chi cá trong họ Engraulidae. Chi này hiện bao gồm 12 đến 13 loài được công nhận. Chúng được tìm thấy ở Đông, Đông Nam và Nam Á, với phần lớn các loài sinh sống trong khu vực cửa sông, nhưng cũng có loài trong môi trường biển ven bờ và sông (ít nhất tới 1.000 km hay 620 mi từ biển như ở C. brachygnathus). Chiều dài lớn nhất tới 41 cm (16 in), nhưng phần lớn các loài chỉ đạt tới khoảng một nửa kích thước trên.
Tên gọi khoa học xuất phát từ tiếng Hy Lạp koilia nghĩa là "trống rỗng" hay "bụng".

## Các loài
Catalog of Fishes coi Coilia brachygnathus là danh pháp đồng nghĩa của Coilia nasus, vì thế liệt kê ít hơn so với FishBase 1 loài.
- Coilia borneensis Bleeker, 1852
- Coilia brachygnathus Kreyenberg & Pappenheim, 1908
- Coilia coomansi Hardenberg, 1934
- Coilia dussumieri Valenciennes, 1848 - Cá lành đúc-su, cá lành canh chóp vàng.
- Coilia grayii J. Richardson, 1845 - Cá lành canh trắng, cá mề gà trắng, cá mào gà trắng.
- Coilia lindmani Bleeker, 1858
- Coilia macrognathos Bleeker, 1852 - Cá mào gà đỏ.
- Coilia mystus (Linnaeus, 1758): Cá lành canh đuôi phượng[3], cá lành canh đỏ.
- Coilia nasus Temminck & Schlegel, 1846
- Coilia neglecta Whitehead, 1967
- Coilia ramcarati (F. Hamilton, 1822)
- Coilia rebentischii Bleeker, 1858 - Cá mồng gà.
- Coilia reynaldi Valenciennes, 1848 - Cá mào gà.